# Línia 1 (Autobusos Interurbans d'Andorra)

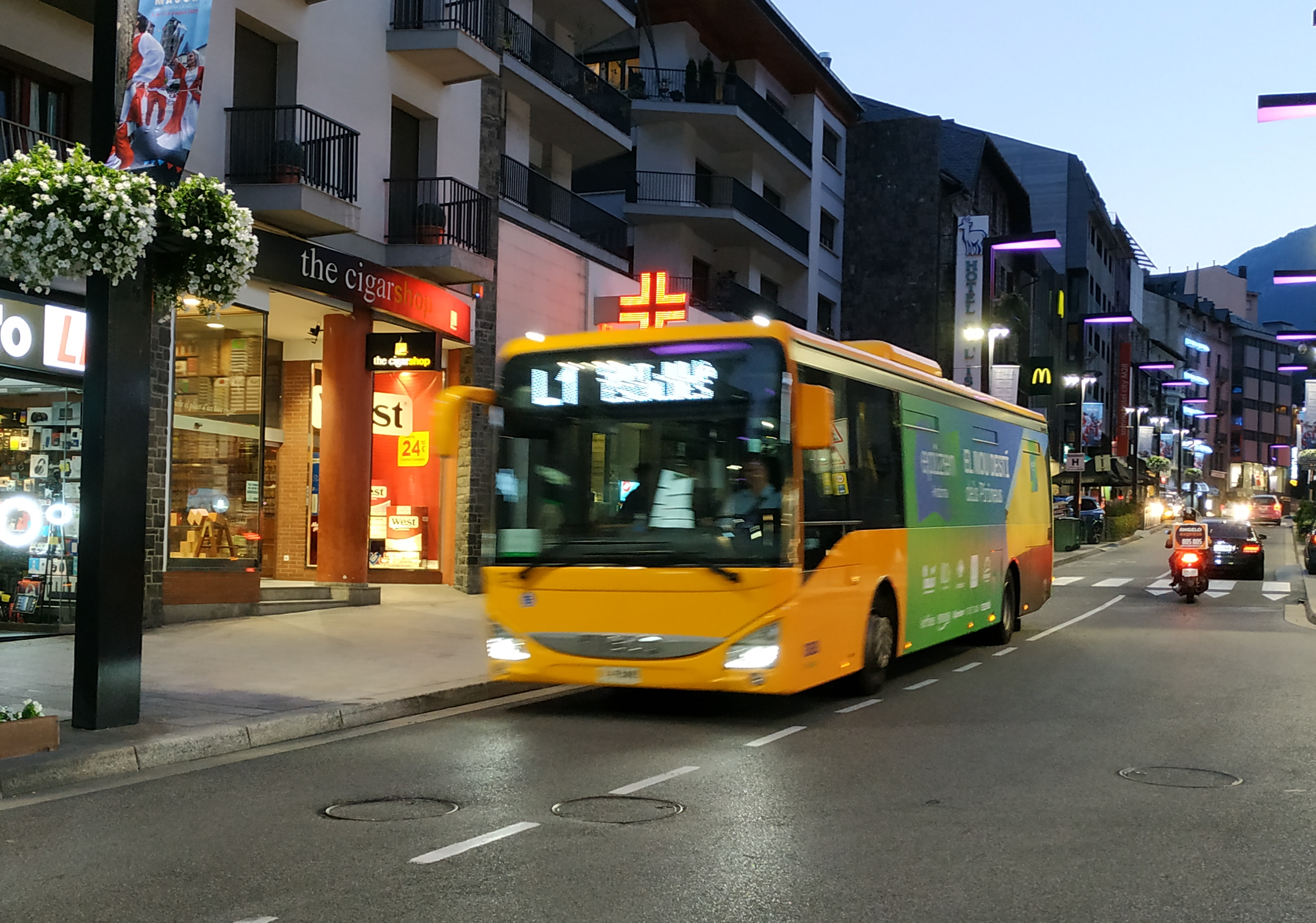
Iveco Crossway de la L1 a Andorra

La Línia 1 dels Autobusos Interurbans d'Andorra, sovint abreujada com L1, és una línia nacional d'autobús que connecta les parròquies d'Escaldes-Engordany, Andorra la Vella i Sant Julià de Lòria.

## Ruta
| Codi | Parada                                    | Correspondència         | Població     |
| ---- | ----------------------------------------- | ----------------------- | ------------ |
| 720  | Caldea                                    |                         |              |
| 704  | Plaça coprínceps                          | L2 L3 L4                |              |
| 706  | Consell de la terra                       | L2 L3 L4                |              |
| 5008 | La rotonda                                |                         |              |
| 5004 | La creu grossa                            |                         |              |
| 5002 | Plaça Guillemó                            |                         |              |
| 5100 | Font de la call                           |                         |              |
| 5102 | Stela                                     |                         |              |
| 5104 | Roureda de Sansa                          |                         |              |
| 5106 | Gil Torres                                |                         |              |
| 5108 | Les prades                                |                         |              |
| 5110 | El cedre                                  |                         |              |
| 5120 | Mossén Lluís Pujol                        |                         |              |
| 5122 | Sant Vicenç                               |                         |              |
| 5126 | Riu d'Enclar                              |                         |              |
| 5130 | Rotonda de la Margineda                   | é                       | la Margineda |
| 604  | Rotonda d'Aixovall                        | é                       | Aixovall     |
| 608  | Avinguda de Rocafort                      | é                       |              |
| 630  | Prat nou                                  | é                       |              |
| 728  | Pintor Salvador Abril - Mestre J. Serrano | L14, L5, L35 i N9       | n/a          |
| 880  | Pintor Salvador Abril - Maties Perelló    | L14, L15, L35 i N9      | n/a          |
| 599  | Peris i Valero - Bisbe Jaume Pérez        | L14, L15, L35, L89 i N9 | n/a          |
| 2291 | Amado Granell Mesado - Lluís Oliag        | L35 i N9                | n/a          |
| 2292 | Amado Granell Mesado - La Plata           | L35 i N9                | n/a          |
| 339  | La Plata - Sapadors                       | L18                     | n/a          |
| 1352 | La Plata - Alberola                       | L18                     | n/a          |
| 1353 | La Plata - Ausiàs March                   | L18                     | n/a          |
| 1821 | Ausiàs March - Bernat Descoll             |                         | n/a          |
| 1822 | Ausiàs March - Na Rovella                 |                         | n/a          |
| 2157 | Ausiàs March - Pianista Martínez Carrasco |                         | n/a          |
| 1947 | Bulevard Sud - Juan Ramón Jiménez         | L8, L64 i L99           | n/a          |
| 2158 | Bulevard Sud - Ing. Joaquín Benlloch      |                         | n/a          |